# Bernhard Woytek
Bernhard Woytek (* 16. August 1974 in Wien) ist ein österreichischer Althistoriker und Numismatiker mit dem Forschungsschwerpunkt antike Numismatik. Seit September 2024 ist er Professor für Numismatik und Geldgeschichte (Schwerpunkt Antike) an der Universität Wien.

## Leben
Bernhard Woytek ist ein Sohn des österreichischen Klassischen Philologen Erich Woytek. Er studierte ab 1992 Alte Geschichte und Altertumskunde sowie Numismatik an der Universität Wien. Sein Doktoratsstudium schloss er mit Forschungen über die römische Finanzgeschichte und Münzprägung der Jahre 49 bis 42 v. Chr. ab. Nach der Promotion sub auspiciis praesidentis rei publicae am 12. März 2002 zum Doktor der Philosophie wurde Woytek mit einer grundlegenden Arbeit zur Reichsprägung Kaiser Trajans habilitiert und erhielt 2009 an der Universität Wien die Lehrbefugnis (venia docendi) als Privatdozent für das Fach „Numismatik und Geldgeschichte“.
Bernhard Woytek war ab 2001 Mitarbeiter der Österreichischen Akademie der Wissenschaften, ursprünglich an der Numismatischen Kommission, und seit Sommersemester 2005 Lehrbeauftragter am Institut für Numismatik und Geldgeschichte der Universität Wien. Er war von 2013 bis 2020 Leiter der Abteilung „Documenta Antiqua“ am Institut für Kulturgeschichte der Antike und von 2021 bis 2024 stellvertretender Leiter der Abteilung „Altertumswissenschaften“ am Österreichischen Archäologischen Institut an der Österreichischen Akademie der Wissenschaften, bevor er auf den Lehrstuhl am Institut für Numismatik und Geldgeschichte der Universität Wien berufen wurde.
2009 wurde er zum Fellow der Society of Antiquaries of London gewählt. 2013 erfolgte die Wahl zum korrespondierenden Mitglied im Inland der philosophisch-historischen Klasse der Österreichischen Akademie der Wissenschaften, 2019 die Wahl zum korrespondierenden Mitglied des Deutschen Archäologischen Instituts.
2021 wurde ihm der Jeton de vermeil der Société française de numismatique verliehen.

## Stipendien
- 1998 bis 2000 Doktorandenstipendium der Österreichischen Akademie der Wissenschaften
- 2006 bis 2009 APART-Stipendium der Österreichischen Akademie der Wissenschaften
- 2010 bis 2011 Erwin-Schrödinger-Auslandsstipendium des FWF

## Gastprofessuren und internationale Forschungsaufenthalte
- 2010 American Numismatic Society (New York): Visiting Scholar in Residence während des 56th Eric P. Newman Graduate Summer Seminar
- 2010/11 University of Cambridge: Visiting Scholar am Fitzwilliam Museum im Zuge eines Erwin-Schrödinger-Auslandsstipendiums des FWF
- 2015 Université d’Orléans – CNRS: Professeur étranger invité an der UMR 560 IRAMAT – Centre Ernest Babelon[4]
- 2016 Stanford University – Visiting Associate Professor of Classics[5]
- 2018 University of Warwick: International Visiting Fellow im Department of Classics and Ancient History[6]
- 2018 British Museum (London): E.S.G. Robinson Visiting Scholar am Department of Coins and Medals
- 2019 University of Oxford: Colin M. Kraay Visiting Scholar am Wolfson College[7] und E. S. G. Robinson Visiting Scholar am Heberden Coin Room, Ashmolean Museum

## Publikationen (in Auswahl)
- Arma et nummi. Forschungen zur römischen Finanzgeschichte und Münzprägung der Jahre 49 bis 42 v. Chr., Wien 2003 (= Denkschriften der phil.-hist. Klasse der Österreichischen Akademie der Wissenschaften 312, Veröffentlichungen der Numismatischen Kommission 40 = Veröffentlichungen der Kleinasiatischen Kommission 14). 632 S., 12 Tafeln. ISBN 978-3-7001-3159-5
- Die Reichsprägung des Kaisers Traianus (98–117). Moneta Imperii Romani 14, Wien 2010 (= Denkschriften der phil.-hist. Klasse der Österreichischen Akademie der Wissenschaften 387, Veröffentlichungen der Numismatischen Kommission 48). 2 Bde., zusammen X+682pp. sowie IX+156 Tafeln. Print-Edition: ISBN 978-3-7001-6565-1 / Online-Edition: ISBN 978-3-7001-7015-0
- Numismatik und Geldgeschichte im Zeitalter der Aufklärung. Beiträge zum Symposium im Residenzschloss Dresden, 4.‒9. Mai 2009 (= Numismatische Zeitschrift, Band 120/121), Wien 2015 (Hrsg., gemeinsam mit H. Winter). 618 S.
- Infrastructure and Distribution in Ancient Economies. Proceedings of a conference held at the Austrian Academy of Sciences, 28‒31 October 2014. Denkschriften der phil.-hist. Klasse der Österreichischen Akademie der Wissenschaften 506, Wien 2018 (Hrsg.). 534 S. ISBN 978-3-7001-8108-8 (englisch)
- Ars critica numaria. Joseph Eckhel (1737–1798) and the Transformation of Ancient Numismatics (PDF, 17 MB), Wien 2022 (Hrsg., gemeinsam mit Daniela Williams, Denkschriften der phil.-hist. Klasse der Österreichischen Akademie der Wissenschaften 541 = Veröffentlichungen zur Numismatik 66). 683 S. ISBN 978-3-7001-8774-5 (englisch)